# Hosszúerdő-hegyi-sziklaüreg
A Hosszúerdő-hegyi-sziklaüreg a Duna–Ipoly Nemzeti Parkban lévő Budai Tájvédelmi Körzetben, a Budai-hegységben található egyik barlang.

## Leírás
Remeteszőlős külterületén, a Hosszúerdő-hegyen, fokozottan védett területen helyezkedik el a barlang. A Hosszúerdő-hegyi-sziklaüreg a Budapest-Máriaremete (Budapest II. kerülete) szélén emelkedő Hosszúerdő-hegy DNy-i oldalában lévő, már nem művelt két kőfejtő közül a nyugatiban fekszik.
Hévizes eredetű aknabarlang. A könnyen megközelíthető, nehezen, barlangjáró alapfelszerelés használatával járható barlang megtekintéséhez nem szükséges engedély.

## Kutatástörténet
Takácsné Bolner Katalin (barlangtani osztály) 1985-ben elkészítette a Hosszúerdő-hegyi-sziklaüreg (4750-es barlangkataszteri terület) hosszmetszet térképét és keresztmetszet térképét. A barlang a térkép szerint 5,2 m hosszú, 1,7 m magas és 2,7 m mély. A térképlapon jelölve van az É-i irány. A hosszmetszet térképen látható a keresztmetszet elhelyezkedése a barlangban. Kovács Richárd 2002-ben digitalizálta az 1985-ben rajzolt két térképet.
Az Anubisz Barlangkutató Szakosztály 2003. évi jelentésében az van írva, hogy a Budai-hegységben, Nagykovácsi külterületén, a Hosszúerdő-hegyen, a 65-1412-es számú magassági ponttól ÉNy-ra, 190 m-re található régi kőfejtő falában, a rácskai kőfejtőtől ÉNy-ra, 140 m-re nyílik a Hosszúerdő-hegyi-sziklaüreg, amely egy hévizes eredetű, feltöltődött aknabarlang. 2003 januárjában, egy terepbejárás alkalmával az egyesület a Hosszúerdő-hegy ÉNy-i oldalában lévő, nem művelt kőfejtő falában talált egy tipikusan hévizes keletkezésű, 1–1,5 m átmérőjű, 5 m mély aknabarlangot. Elképzelhető, hogy a barlang nyilván van tartva a Budai-hegység barlangjait tartalmazó barlangkataszterben, de a szakosztály tagjai nem tudták megszerezni a barlang kataszteri számát. A barlangbejáratban a hőmérséklet-különbség miatt kialakuló, intenzív kigőzölgés látszott.
Az aknában leereszkedve, a bejárattól 3 m-rel lejjebb, borsóköves típusú aragonit borítja vastagon az akna oldalfalának egy részét, helyenként pedig utólagosan képződött, 5–6 cm hosszú cseppkövek figyelhetők meg. A barlang végpontját alkotó, laza szerkezetű, valószínűleg a bányaműveléskor beomlott kőtörmelék felső, 50–60 cm-es részét átvizsgálva sok montmilch lerakódást észleltek. Az akna végponti falán látszódott olyan, finom szerkezetű, lemezes kalcitlerakódás, mely a Rácskai-barlangból ismert. A montmilch és a lemezes kalcitlerakódás jelenléte, illetve az intenzív kigőzölgés alapján elképzelhető, hogy a barlangjáratban lévő kőtörmelék eltávolításával megnyílik az út a Hosszúerdő-hegy alatt húzódó, hévizes eredetű barlangrendszerbe. A kitermelt, főleg kőtörmelékből álló kitöltést a bányaudvarban, tájbaillő módon fogják elhelyezni. A jelentéshez mellékelve lett egy térképrészlet, amelyen megfigyelhető a barlang földrajzi elhelyezkedése. A jelentésbe bekerült az 5 m mély barlang hosszmetszet térképe.
A jelentés másik részében az olvasható, hogy a szakosztály 2003 májusában kezdte el feltárni a barlangot. A feltáró munkát nehézzé tette, hogy a barlangüreg felszakadásakor a járatba sok, 4–500 kg-os kőtömb került. Ezeket kis darabokra törve tudták a külszínre vinni. 7 m mélyen (ezt a mélységet talpszintsüllyesztéssel érték el) azt tapasztalták, hogy az általuk bolygatott kitöltésben lévő sok (lemezes) kalcit nagyon összecementálódott a környező kőtörmelékkel. A kutatóakna oldalfalának érintetlen kitöltésében fekvő, lemezes kalcitok elhelyezkedése azt tanúsítja, hogy a lazán összeállt omladéktömbök között ment végbe a kalcitképződés. Ez a megfigyelés azonban ellentmond annak a korábbi elképzelésnek, hogy a járatot kitöltő anyag a barlangba a barlang felnyílása után került.

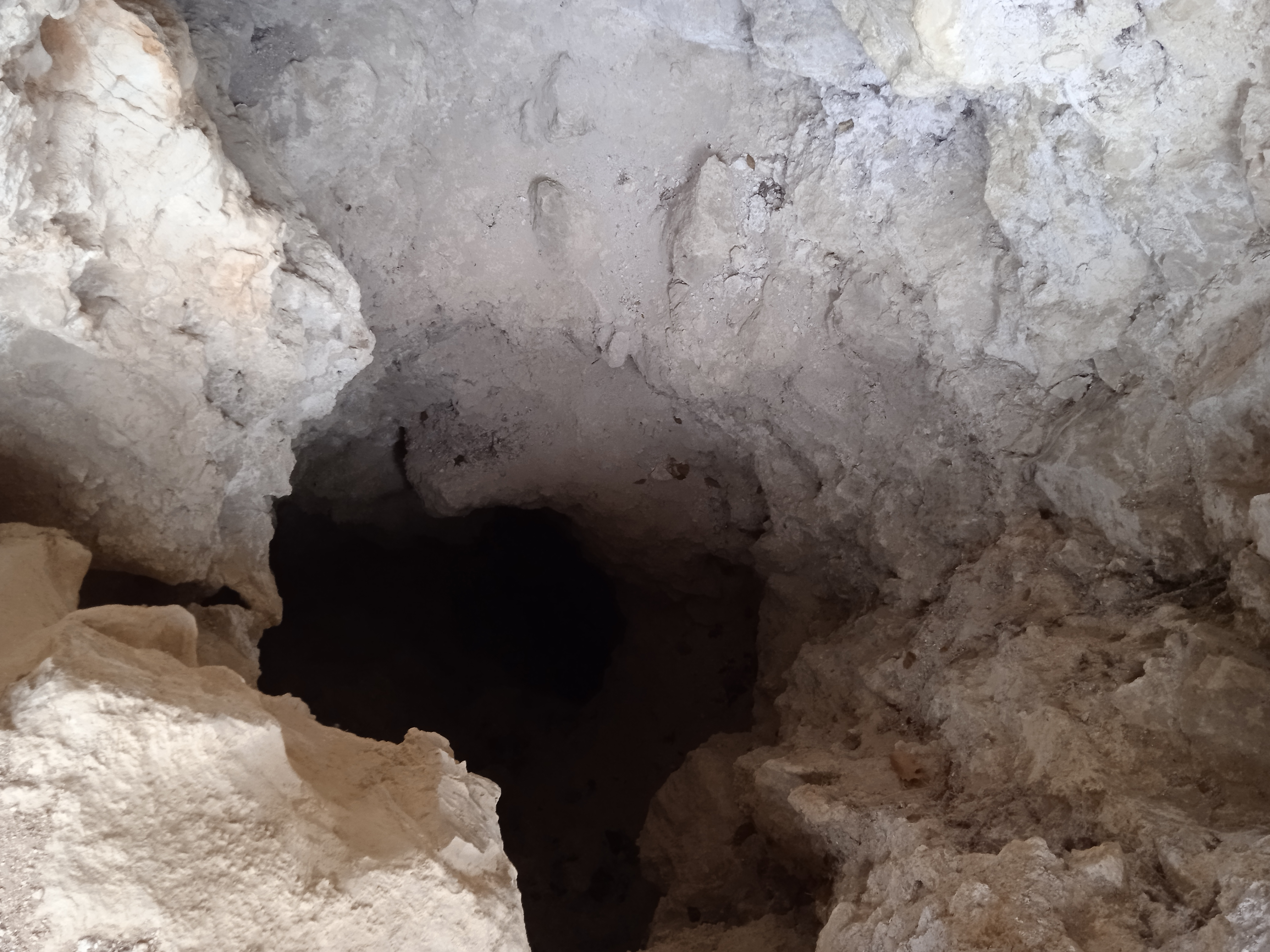
A Hosszúerdő-hegyi-sziklaüreg aknájának felső vége

8 m mélyre lejutva üregesedni kezdett a járatban lévő törmelék és besúvadt egy nagy kőtömb kiemelése után a megnyílt járatba. Az átszakadás környékét megtisztították, majd lecsúsztak a megnyílt járatba. A barlang egy csőszerű, 50×70 cm átmérőjű, majdnem függőleges járatként folytatódott, de egy 1,5 m-rel lejjebb található szűk részen egy 8–10 kg-os kőtömb zárta el az utat. Mivel a kő és a szálkőfal között átláttak egy járható (kúszható) méretű járatba, emiatt úgy döntöttek, hogy eltávolítják a kőtömböt. A járatban a kevés hely miatt nem tudtak előrehajolva hozzáférni a kőhöz. Ezért klasszikus módon (kötelet a lábra kötve, majd fejjel lefelé ereszkedve) próbálták meg eltávolítani a követ. A rossz erőkifejtési viszonyok miatt azonban nem vezetett eredményre ez a módszer. Ezután kötélen fejjel lefelé lógva kinittelték a követ, majd csigasorral emelték ki a járatból.
Ezzel azonban nem sokat értek el, mert a járat a szűkület után csak 2 m-t haladt járhatóan (függőlegesen) lefelé, majd egy 30–40 cm-es forráscsővé szűkülve folytatódott. A járat végpontjának teljes szelvényét apró szemű, száraz törmelék töltötte ki. A barlang további feltárása reménytelenné vált mélyművelésű bányatechnológia alkalmazása nélkül. A csoport úgy döntött, hogy a Hosszúerdő-hegy sziklaüregének kutatását befejezi. A kéziratnak ehhez a részéhez mellékelve lett a barlangnak egy olyan hosszmetszet térképe, amely a barlangot 10 m mélységig mutatja be.
Kovács Richárd (Ariadne Karszt- és Barlangkutató Egyesület) 2004. január 30-án megszerkesztette a Hosszúerdő-hegyi-sziklaüreg (4750-es barlangkataszteri terület, Nagykovácsi) hosszmetszet térképét és keresztszelvény térképét. A térképek elkészítéséhez a barlangot Kovács Jenő (Ariadne KBE) mérte fel. A térkép szerint a barlang 16 m hosszú, 12,5 m mély és 2 m magas. A térképlapon jelölve van az É-i irány. A hosszmetszet térképen látható a keresztszelvény elhelyezkedése a barlangban.